# Benjamin Cureton
Benjamin Cureton, häufig auch Ben Cureton, (* 11. Februar 1981 in Perth) ist ein ehemaliger australischer Leichtgewichts-Ruderer. 

## Karriere
Cureton begann 1996 mit dem Rudersport, 1999 belegte er im Doppelvierer den vierten Platz bei den Junioren-Weltmeisterschaften. 2000 gelang ihm mit dem australischen Leichtgewichts-Achter sein erster Weltcupsieg, bei den Ruder-Weltmeisterschaften 2000 gewann er mit dem Achter die Bronzemedaille. Ab 2001 ruderte Cureton im australischen Leichtgewichts-Vierer ohne Steuermann, mit dem er bei den Weltmeisterschaften 2002 den vierten Platz belegte. Bei den Olympischen Spielen 2004 gewann der Leichtgewichts-Vierer mit Glen Loftus, Anthony Edwards, Benjamin Cureton und Simon Burgess die Silbermedaille. Nach einem sechsten Platz mit dem Vierer bei den Weltmeisterschaften 2006 folgten ein siebter Platz bei den Weltmeisterschaften 2007 und ein neunter Platz bei den Olympischen Spielen 2008. 2011 kehrte Cureton nach einer längeren Pause in den Vierer zurück und gewann den Titel bei den Weltmeisterschaften in Bled zusammen mit Samuel Beltz, Anthony Edwards und Todd Skipworth. Im Finale der Olympischen Regatta 2012 belegte der australische Leichtgewichts-Vierer den vierten Platz.
Der 1,84 m große Cureton rudert für den Swan River Rowing Club. Er arbeitet als Personal Trainer.